# SING橋本
SING橋本（シングはしもと）は、神奈川県相模原市緑区橋本にあるショッピングセンター。

## 概要
2002年8月に閉店したユニー橋本店跡地に、MOVIXやスーパーアルプスなどを核とした複合商業施設として、地元不動産業者の原清が2004年7月3日開業。ちなみに、MOVIX橋本の半券でアリオ橋本でのサービスを受けられることもある。
2014年1月にはスーパーアルプスが撤退し、同年7月にドン・キホーテが出店した。

## 入居テナント
- MOVIX
- ドン・キホーテ
- モスバーガー
- アドアーズ
- スポーツクラブルネサンス

## MOVIX橋本
松竹マルチプレックスシアターズが運営し、2階～4階に入居するシネマコンプレックス。相模原市で唯一の映画館であり、同市橋本方面としては1919年から1971年頃まで存在した「朝日映画劇場」以来33年ぶりの映画館でもある。
9スクリーン・1,712席（うち車椅子18席）
| No. | 座席数 | 車椅子 | サイズ(m) | サイズ(m) | 備考 |
| No. | 座席数 | 車椅子 | 縦        | 横        | 備考 |
| --- | ------ | ------ | --------- | --------- | ---- |
| 1   | 129    | 2      | 4.9       | 9.1       |      |
| 2   | 129    | 2      | 4.9       | 9.1       |      |
| 3   | 263    | 2      | 4.2       | 10.0      |      |
| 4   | 110    | 2      | 4.1       | 7.6       |      |
| 5   | 162    | 2      | 4.3       | 8.0       |      |
| 6   | 162    | 2      | 4.3       | 8.0       |      |
| 7   | 110    | 2      | 4.1       | 7.6       |      |
| 8   | 406    | 2      | 4.8       | 11.7      |      |
| 9   | 223    | 2      | 4.7       | 11.3      |      |

## アクセス
- JR横浜線、相模線、京王相模原線橋本駅徒歩5分
- 〒252-0143 神奈川県相模原市緑区橋本3-3-1

## 周辺商業施設
- アリオ橋本
- ミウィ橋本
- イオン橋本店